# Strada statale 695 Tangenziale Sud di Otranto
La strada statale 695 Tangenziale Sud di Otranto (SS 695) è una strada statale italiana il cui percorso si snoda interamente in Puglia.

## Descrizione
Rappresenta una variante al passaggio per il centro abitato di Otranto collegando il tratto terminale della SS 16 a nord della città pugliese, con la SP 87 a sud.
L'arteria si presenta con carreggiata unica con una corsia per senso di marcia.

## Storia
Sebbene la nomenclatura risalga già al 2005, solo col decreto del presidente del Consiglio dei ministri dell'8 luglio 2010 è stata formalizzata la sua classificazione; l'itinerario che la caratterizza è il seguente: "Innesto con la S.S. n. 16 presso Otranto - Innesto con la S.P. n. 87 presso Otranto".

### Tabella percorso
| STRADA STATALE 695 Tangenziale Sud di Otranto |                                              |      |           |
| Tipo                                          | Indicazione                                  | ↓km↓ | Provincia |
|                                               | Adriatica                                    | 0,0  | LE        |
|                                               | Otranto SP 358 (ex SS 173) Uggiano la Chiesa | 1,7  | LE        |
|                                               | per Otranto, Punta Palascia                  | 2,7  | LE        |